# Colijnsplaat

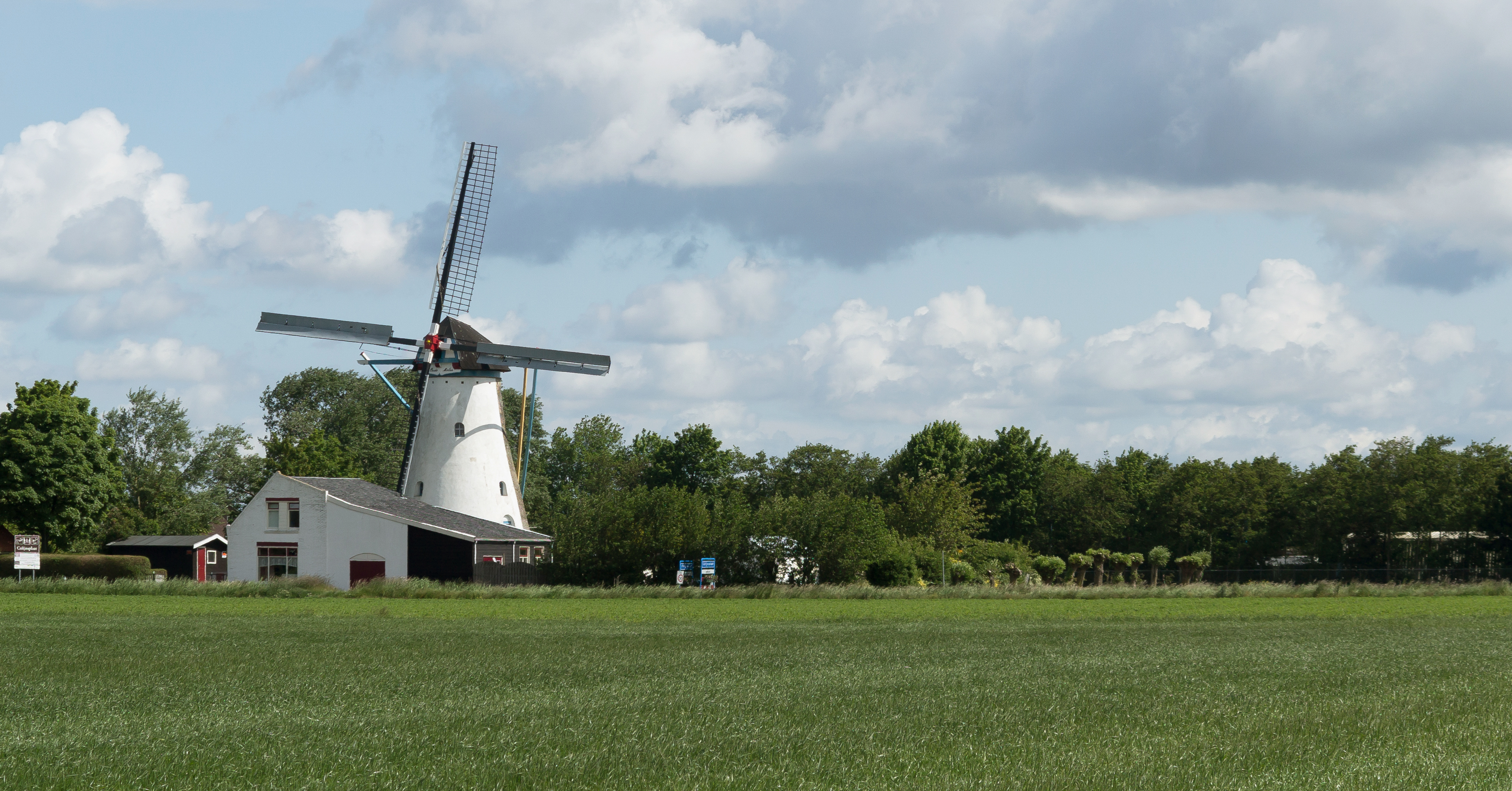
Colijnsplaat, le Oude Molen(Vieux-Moulin)

Colijnsplaat est un village appartenant à la commune néerlandaise de Beveland-du-Nord, situé dans la province de la Zélande. Le 1er janvier 2003, le village comptait 1 525 habitants.
Colijnsplaat était une commune indépendante jusqu'au 1er avril 1941. À cette date, la commune a été rattachée à Kortgene.
Colijnsplaat dispose d'un port situé sur le bassin de l'Escaut oriental, près du Pont de Zélande et non loin de l'entrée du Veerse Meer.

## Monument rappelant la crue de 1953
Le Monument voor de Verdronken Dorpen in Zeeland (Monument pour les villages noyés de la Zélande) est édifié en 2009 à Colijnsplaat. Ce monument conçu par Lydia Schouten comprend une tour avec des haut-parleurs et une installation sonore rappelant l'inondation de 117 villages lors de la crue de 1953. L'édifice est associé à une animation sonore, une composition sonore de Arjan Kappers retentit pendant quelques minutes aux heures des crues majeures, avec en arrière-plan la sonnerie des cloches de l'église perturbée progressivement par le bruit du vent, de l'eau et, ici et là, une vache, un mouton, une mouette, puis le silence,.